# 前116年
| 千纪： | 前1千纪 |
| 世纪： | 前3世纪 \| 前2世纪 \| 前1世纪                                                                                         |
| 年代： | 前140年代 \| 前130年代 \| 前120年代 \| 前110年代 \| 前100年代 \| 前90年代 \| 前80年代                                 |
| 年份： | 前121年 \| 前120年 \| 前119年 \| 前118年 \| 前117年 \| 前116年 \| 前115年 \| 前114年 \| 前113年 \| 前112年 \| 前111年 |
| 纪年： | 西汉元鼎元年 |

## 大事记

### 中国
- 张骞出使乌孙。
- 西域开始派遣使者向西汉朝廷进贡。
- 济东王彭离因罪废徙上庸[1]。

## 逝世
- 张汤
- 托勒密八世，埃及法老，6月26日去世。